# Selecció catalana de biketrial
La Selecció catalana de biketrial és l'equip esportiu que representa l'Associació Catalana de Biketrial (BAC) en competicions internacionals d'aquest esport. L'Associació Catalana va ser reconeguda per la Unió Internacional de Biketrial (BIU) i la Unió Europea de Biketrial (EBU) l'agost de 2009, començant a competir internacionalment a partir del 2010. Des d'aleshores i fins al 2012, ha guanyat tots els mundials en què ha participat.
A 1 de gener de 2013

## Selecció catalana per al 2010
La primera gran victòria oficial de la selecció catalana va ser al Campionat del Món del 2010 (el primer en què podia competir oficialment), que va constar de dues proves disputades a Vilanova de Prades (Catalunya) i Darfo Boario Terme (Itàlia). Els títols mundials aconseguits per Dani Comas a la categoria masculina absoluta i per Mireia Abant a la categoria femenina van ser determinants perquè la selecció catalana es proclamés campiona del món. A banda, tant Àngel Batlle com Armand Mollà i Bernat Seuba guanyaren també els títols mundials de les seves respectives categories.
La Selecció catalana per al Campionat del Món 2010 fou aquesta:
| A            | A                                                                            | A                                                                    | C                                            | B                                        | B                                                                           | B                                           |
| Elit         | Sènior                                                                       | Júnior                                                               | Fèmina                                       | Minime                                   | Benjamí                                                                     | Poussin                                     |
| - Dani Comas | - Àngel Batlle - Dani Gómez - Ferran Escudero - Josep Vilalta - Joan Ginestà | - Daniel Tapioles - Ferran Granollers - Armand Mollà - Aleix Calsina | - Mireia Abant - Gemma Abant - Carla Caballé | - Bernat Seuba - Marc Viñas - Gil Rosich | - Marc Seuba - Eloi Fernández - Humbert Mallafré - Sergi Segú - Pau Caballé | - Gerard Trueba - Alan Rovira - Loïck Martí |

1. ↑  S'assenyalen amb negreta aquells pilots que aconseguiren el títol mundial individual a la seva categoria.

### Podi final del Campionat de Nacions
| Campiona  | Subcampiona | Tercera    |
| Catalunya | Japó        | Eslovàquia |

## Selecció catalana per al 2011
L'any 2011, la selecció catalana es va tornar a proclamar campiona del món, vencent a les proves de la República Txeca i la de Sant Miquel de Campmajor. Dani Comas i Gemma Abant van guanyar també el Campionat del Món individual en la categoria elit i fèmina respectivament.
La Selecció catalana per al Campionat del Món 2011 fou aquesta:
| A                           | A | A | C                                                           | B                                                                                                   | B                                                                      | B                                                     |
| Elit                        | Sènior | Júnior                                                                                                  | Fèmina                                                      | Minime                                                                                              | Benjamí                                                                | Poussin                                               |
| - Dani Comas - Àngel Batlle | - Ferran Granollers - Dani Gómez - Rafael Tibau - David Morillo - Joan Busquet - Josep Vilalta - Joan Ginestà - Daniel Tapioles - Carlos López - Marc Salvatella | - Armand Mollà - Bernat Seuba - Nacho Heredia - Marc Puertas - Aleix Calsina - Marc Viñas - Joan Canela | - Mireia Abant - Gemma Abant - Carla Caballé - Lua Vizcaino | - Marc Mateo - Marc Seuba - Joan Torres - Jordi Gimeno - Gil Rosich - Isaac Pascual - Albert Gimeno | - Sergi Segú - Arnau Codina - Jordi Cano - Gerard Trueba - Pau Caballé | - Alan Rovira - Max Serra - Pau Pujol - Àlex Calderón |

### Podi final del Campionat de Nacions
| Campiona  | Subcampiona | Tercera    |
| Catalunya | Japó        | Eslovàquia |

## Selecció catalana per al 2012
La Selecció catalana començà la temporada 2012 obtenint el títol de Campiona d'Europa el mes de juny, i a començaments d'agost guanyà el Campionat del món per tercera vegada consecutiva. Al mateix temps, Dani Comas i Gemma Abant tornaren a guanyar els títols mundials individuals en categoria Elit i Fèmina, i Rafael Tibau, Armand Mollà i Alan Rovira guanyaren també els de les seves respectives categories.
La Selecció catalana per al Campionat del Món 2012 fou aquesta:
| A            | A                                                                                 | A                                                               | C                                            | B                                          | B                   | B                         |
| Elit         | Sènior                                                                            | Júnior                                                          | Fèmina                                       | Minime                                     | Benjamí             | Poussin                   |
| - Dani Comas | - Ferran Escudero - Rafael Tibau - Joan Figueras - Ferran Granollers - Jaume Tort | - Armand Mollà - Nacho Heredia - Marc Viñas - Carles Sazatornil | - Mireia Abant - Gemma Abant - Carla Caballé | - Ferran Serra - Arnau Codina - Marc Novoa | - Cap seleccionat - | - Alan Rovira - Max Serra |

### Podi final del Campionat de Nacions
| Campiona  | Subcampiona | Tercera |
| Catalunya | Txèquia     | Japó    |